# Втрати 2-ї окремої бригади спеціального призначення (РФ)
У статті наведено подробиці поіменних втрат 2-ї бригади спеціального призначення ГУ ГШ Збройних сил РФ у різних військових конфліктах.

## Перша чеченська війна
| п/п | Прізвище, ім'я, по батькові                                      | Звання            | Дата народження | Дата смерті | Місце смерті |
| --- | ---------------------------------------------------------------- | ----------------- | --------------- | ----------- | ------------ |
| 1.  | Глушкевич Йосип Мечиславович (рос. Глушкевич Иосиф Мечиславович) | старший прапорщик | 03.09.1957      | 27.03.1995  | Самашки      |
| 2.  | Рябченюк Микола Якович (рос. Рябченюк Николай Яковлевич)         | старший прапорщик | 11.04.1959      | 16.04.1995  |              |

## Друга чеченська війна
| п/п | Прізвище, ім'я, по батькові                                         | Звання           | Дата народження | Дата смерті | Місце смерті |
| --- | ------------------------------------------------------------------- | ---------------- | --------------- | ----------- | ------------ |
| 1.  | Алєксєєв Геннадій Ілліч (рос. Алексеев Геннадий Ильич)              | сержант          | 23.10.1970      | 21.02.2000  | Шатой        |
| 2.  | Андрєєв Віталій Вікторович (рос. Андреев Виталий Викторович)        | сержант          | 10.02.1975      | 21.02.2000  | Шатой        |
| 3.  | Брикалов Петро Олександрович (рос. Брыкалов Пётр Александрович)     | молодший сержант | 03.09.1976      | 21.02.2000  | Шатой        |
| 4.  | Боченков Михайло Владиславович (рос. Боченков Михаил Владиславович) | капітан          | 15.12.1975      | 21.02.2000  | Шатой        |
| 5.  | Горбатов Олексій Володимирович (рос. Горбатов Алексей Владимирович) | рядовий          | 12.11.1976      | 21.02.2000  | Шатой        |
| 6.  | Готошия Гіві Муртазович (рос. Готошия Гиви Муртазович)              | рядовий          | 22.09.1973      | 21.02.2000  | Шатой        |
| 7.  | Дудін Євген Михайлович (рос. Дудин Евгений Михайлович)              | старший сержант  | 16.09.1973      | 21.02.2000  | Шатой        |

## Російсько-українська війна
| п/п | Прізвище, ім'я, по батькові                                               | Звання            | Дата народження | Дата смерті |
| --- | ------------------------------------------------------------------------- | ----------------- | --------------- | ----------- |
| 1.  | Волков Сергій Михайлович (рос. Волков Сергей Михайлович)                  | молодший сержант  | 30.11.1986      | 18.07.2014  |
| 2.  | Шамко Андрій Андрійович (рос. Шамко Андрей Андреевич)                     | старший лейтенант | 01.08.1988      | 24.02.2022  |
| 3.  | Рижичинський Костянтин Євгенович (рос. Рыжичинский Константин Евгеньевич) | єфрейтор          | 22.01.2000      | 24.02.2022  |
| 4.  | Серафімов Максим Володимирович (рос. Серафимов Максим Владимирович)       | старший лейтенант | 08.01.1995      | 27.02.2022  |
| 5.  | Жихарєв Олександр Миколайович (рос. Жихарев Александр Николаевич)         | капітан           | 01.06.1993      | 27.02.2022  |
| 6.  | Соколов Олександр Ігорович (рос. Соколов Александр Игоревич)              | єфрейтор          | 16.01.2000      | 27.02.2022  |
| 7.  | Манюков Юрій В'ячеславович (рос. Манюков Юрий Вячеславович)               | єфрейтор          | 22.08.1988      | 27.02.2022  |
| 8.  | Журавльов Степан Юрійович (рос. Журавлёв Степан Юрьевич)                  | сержант           |                 | 27.02.2022  |
| 9.  | Шешокін Ілля Валерійович (рос. Шешокин Илья Валерьевич)                   | єфрейтор          |                 | 27.02.2022  |
| 10. | Щебликін Роман Олександрович (рос. Щеблыкин Роман Александрович)          | єфрейтор          |                 | 27.02.2022  |
| 11. | Маркелов Євген Анатолійович (рос. Маркелов Евгений Анатольевич)           | рядовий           | 1999            | 27.02.2022  |
| 12. | Солоха Артем Петрович (рос. Солоха Артём Петрович)                        | рядовий           | 21.08.2000      | 27.02.2022  |
| 13. | Сорокін Андрій Олександрович (рос. Сорокин Андрей Александрович)          | єфрейтор          | 28.09.1996      | 27.02.2022  |
| 14. | Цатхлангов Артур Анірович (рос. Цатхлангов Артур Анирович)                | лейтенант         | 15.01.1998      | 07.03.2022  |
| 15. | Максимов Артем Олександрович (рос. Максимов Артём Александрович)          | старший сержант   | 13.09.1990      | 12.03.2022  |
| 16. | Самохін Павло Сергійович (рос. Самохин Павел Сергеевичр)                  | єфрейтор          | 13.02.1998      | 12.03.2022  |
| 17. | Васильєв Володимир Михайлович (рос. Васильев Владимир Михайлович)         | сержант           | 20.04.1985      | 12.03.2022  |
| 18. | Богданов Олег Павлович (рос. Богданов Олег Павлович)                      |                   | 1988            | 27.04.2022  |
| 19. | Лобурець Микита Костянтинович (рос. Лобурец Никита Константинович)        | молодший сержант  | 31.08.2000      | 20.05.2022  |
| 20. | Софроній Станіслав Петрович (рос. Софроний Станислав Петрович)            | сержант           | 15.08.1987      | 20.07.2022  |
| 21. | Михайлов Михайло Володимирович (рос. Михайлов Михаил Владимирович)        |                   | 06.07.1982      | 05.10.2022  |
| 22. | Єгоров Микола Георгійович (рос. Егоров Николай Георгиевич)                | молодший сержант  | 26.01.1995      | 01.12.2022  |
| 23. | Горбоконенко Павло Олександрович (рос. Горбоконенко Павел Александрович)  | майор             | 11.09.1987      | 04.06.2023  |
| 24. | Суханов Ігор Анатолійович (рос. Суханов Игорь Анатольевич)                | лейтенант         | 26.11.1990      | 04.06.2023  |
| 25. | Гринін Сергій Анатолійович (рос. Гринин Сергей Анатольевич)               | старшина          | 02.03.1989      | 29.10.2023  |
| 26. | Пуздрін Павло Миколайович (рос. Пуздрин Павел Николаевич)                 | рядовий           | 03.08.1999      | 05.12.2023  |
| 27. | Шипілов Кирило Олегович (рос. Шипилов Кирилл Олегович)                    | рядовий           | 16.07.1993      | 24.03.2024  |